# ИС (истребитель)
Советский одноместный истребитель конструкции Владимира Шевченко. Выполненный по уникально схеме монобиплана — самолёт был способен убирать нижнее крыло после взлёта и выпускать перед посадкой вместе с шасси. Первый образец под названием ИС-1 (истребитель складной) построен в конце 1939 года. Первый полёт состоялся в июне 1940 года.
Из-за сложности конструкции, высокой стоимости самолёта, на фоне начавшейся Великой Отечественной войны разработка самолётов Шевченко с изменяемой площадью крыла была свёрнута. Но его идеи не пропали даром и легли в основу разработанной в 60-е годы XX века концепции крыла изменяемой стреловидности (КИС).

## История создания
В конце 30-х годов 20 века под руководством летчика-испытателя НИИ ВВС Владимира Шевченко в Особом ОКБ-30 был разработан уникальный для своего времени самолёт смешанной конструкции — монобиплан. Самолёт представлял собой одноместный истребитель с возможностью после взлёта убирать в фюзеляж и выпускать перед посадкой не только шасси, но и нижнее крыло. Механизм спуска/подъёма крыла работал на гидравлической шарнирной схеме с питанием от гидронасоса на 60 атмосфер. Шасси и хвостовой костыль убирались одновременно с нижним крылом. Машина имела сварной фюзеляж из хромансилевых труб, представляющих собой силовую ферму с наружным дюралевым каркасом и смешанной обшивкой.
В апреле 1938 года Шевченко демонстрирует своим коллегам из НИИ ВВС действующий макет своего революционного самолёта ИС-1, выполненный по его расчетам и чертежам инженером Петром Носиковым в КБ на 5-й Тверской-Ямской. Предложенная Шевченко концепция настолько впечатлила его коллег, что через несколько дней по рекомендации одного из них макет осмотрел лично нарком обороны Клим Ворошилов, начальник ВВС А.Локтионов, нарком авиационной промышленности М.Каганович и другие важные персоны советского руководства.
В результате в мае 1939 года выходит первый официальный приказ № 114: «О предоставлении в распоряжение главного конструктора ОКБ-30 на заводе № 156 тов. В. В. Шевченко на проектирование и постройку самолетов с убирающимися крыльями.»
Также на проектирование и постройку самолётов с убирающимися крыльями. Премиальный фонд на разработку составил 1 500 000 руб. на ИС-1 и 1 200 000 руб. на ИС-2. А также общий кредит на разработку 76 млн руб.
В январе 1941 года был построен второй опытный образец — ИС-2. Он был оснащён двигателем М-88 мощностью 950 л. с. Также было усилено вооружение — два из четырёх пулемётов ШКАС заменили на БС калибра 12.7 мм. Максимальная расчетная скорость машины достигала 600 км/ч. Модернизации подвергся капот — его сделали более обтекаемым, и уменьшили площадь крыла.

## Испытания
Первой экспериментальной машиной стал ИС-1. Самолёт был построен в конце 1939 года на заводе № 156 для испытаний концепции убирающегося крыла. Визуально машина напоминала очертаниями И-153 конструкции Поликарпова.
Неординарность конструкции вызвала настолько бурный интерес к самолёту, что его испытания его поручили лучшим военным летчикам. Первый полет состоялся 29 мая 1940 г. ИС-1 пилотировал летчик-испытатель Василий Кулешов. Полёт проходил с отрывом от полосы при выпущенных шасси и нижнем крыле. 21 июня 1940 года состоялся полноценный полёт с убиранием шасси и нижнего крыла. Полёт выполнял летчик-испытатель Георгий Шиянов.
Испытания завершились 9 января 1941 года. По результатам летчик-испытатель Георгий Шиянов отметил лёгкость управления, удобное расположение приборов, устойчивость самолёта в планировании и общую простоту пилотирования. Из недостатков отмечен плохой обзор по направлению вперёд при посадке и пилотировании. Также Шиянов отметил недостаточную мощность двигателя на виражах.
Испытания ИС-2 так и небыли завершены из-за начала Великой Отечественной войны. Сложность конструкции и высокая стоимость поставили под сомнение целесообразность проекта. А невозможность применять второе крыло в бою окончательно поставила крест на детище Шевченко.

## Лётно-технические характеристики
| Самолёт | Длина, м | Высота, м | Размах крыла, м | Площадь крыла, м2 | Вес пустого, кг | Максимальный взлётный вес, кг. | Двигатель             | Макс. скорость, км/ч | Вооружение                   | Практический потолок | Экипаж, чел. |
| ИС-2    | 7.36     | 2.68      | 8.60            | 20.83             | 1400            | 2180                           | 1 х М-88 / 1100 л. с. | 588                  | 4 х ШКАС / 2 х БС и 2 х ШКАС | неизвестно           | 1            |
| ИС-4    | 8.35     |           | 8.60            | 20.83             | -               | 2900                           | M-120 / 1650 л. с.    | 720                  | 2 х БС и 2 х ШКАС            | 12300                | 1            |

## Изменяемая стреловидность крыла
В 1947 г. Шевченко направил письмо в ЦК партии, прикрепив его к проекту истребителя с изменяемой площадью крыла. Эскиз реактивного истребителя-перехватчика под названием ИС-14 имел принципиально новую революционную схему — высокоплан с малой несущей поверхностью при большой стреловидности крыла на максимальном режиме полета. Крыло поворачивалось в горизонтальной плоскости при помощи шарнирного соединения до 61 градуса. Фактически, это был первый в Мире самолёт с изменяемой стреловидностью крыла, на годы опередивший своё время.

## Модификации
- ИС-1 экспериментальный истребитель с изменяемой площадью крыла.
- ИС-2 экспериментальный истребитель с изменяемой площадью крыла.
- ИС-4 экспериментальный скоростной маневренный истребитель с изменяемой в полете площадью крыла.
- ИС-14 экспериментальный скоростной маневренный истребитель с изменяемой в полете площадью крыла